# 1478

## Esdeveniments
Països Catalans
Resta del món
- La Bíblia és impresa en català, molt abans que en anglès o castellà.
- 26 d'abril - Florència: té lloc la Conspiració dels Pazzi, enfrontament entre les famílies Pazzi i Mèdici pel poder de la ciutat. Una conspiració per tal d'assassinar Llorenç i Julià de Mèdici.[1]
- 10 de juliol, Lieja, Bèlgica, Reconstrucció del perron, després del seu exili a Bruges.
- 1 de novembre, El Vaticà: Butlla Exigit sincerae devotionis affectus, de Sixt IV, que constitueix la partida de naixement de la Inquisición espanyola.[2]
- S'imprimeix la Bíblia en català.

## Naixements
Països Catalans
Resta del món
- 7 de febrer - Londres, Anglaterra: Thomas More, jurista i escriptor anglès (m. 1535).
- 16 de març - Trujillo: Francisco Pizarro, marquès dels Atebillos per les seves tasques d'exploració i conquesta d'Amèrica.
- 22 de juny - Bruges (Flandes): Felip I de Castella, el Bell, rei de Castella.

## Necrològiques
Països Catalans
- 4 d'abril, Benimàmet, l'Horta de València - Jaume Roig, metge i escriptor en català del Regne de Valencia.
- 15 de desembre - Barcelona: Miquel Delgado, 33è president de la Generalitat de Catalunya.

Resta del món